# レディスバイク
レディスバイク（Lady's Bike）は日本のオートバイ雑誌。
1986年に創刊し1999年に休刊したが、2005年に復活（新創刊）した。

## 概要
創刊当時から徐々に増えつつあった女性ライダーを読者対象とし、既存のオートバイ雑誌が「男性」目線で作られているのに対して、「女性」目線での記事構成を取っている。
記事の内容は「バイクに興味がある～運転初心者・ライトユーザー」層に向けたものになっており、女性に限らず男性でも読みやすいものになっている。

## 歴史

### 学習研究社・エルビーマガジン社時代
- 1986年：学習研究社（現：学研ホールディングス）より月刊誌として創刊。当時のロゴは「L'Bike」。企画・編集長は八重洲出版・モーターサイクリスト出身のフリー編集者「石井昭博」。学研が発行し、編集長の石井の編集プロダクション「有限会社石井事務所」が実編集制作を担当する体制となっていた。
- 1992年：バブル崩壊により、学研が発行から撤退する。それに伴い、編集長の石井が自己資金で新会社「株式会社エルビーマガジン社」を設立。当該会社に権利を移管し発行を継続する。石井は編集長と発行人を兼任する。レディスバイク誌の広告枠営業にて、広告代理店「クレタ」が関与していた。
- 1999年：休刊。エルビーマガジン社は存続する。

### クレタ社・ヘリテージ社時代
- 1999年：広告代理店のほかに編集プロダクション業務も行うようになっていたクレタ社が、「株式会社エルビーマガジン社」を、オーナーの石井と交渉してM&Aでグループ化。エルビーマガジン社の出版コードが使えるようになったことでクレタ側で出版・発行できる体制となる[1]。
- 2005年3月：新創刊。復刊にあたって雑誌名のロゴを「L+bike」とする。「+」の文字が入っており、「プラスバイクでリフレッシュ」の意味が込められている。「編集・制作：クレタ　発行：エルビーマガジン社[2]」の座組になる。初代編集長の石井はスーパーバイザーとして参加する。
- 当初は年4回で発行していたが後に隔月での発行となった。しかし、出版不況の影響で2019年より不定期での発行に切り替えた。
- 2019年11月23日：初代編集長の石井が死去。享年74歳[3]。
- 2023年1月13日：発行が別会社「株式会社ヘリテージ」に移管。クレタおよびクレタパブリッシングが事業を当該会社に譲渡し自己破産したことによるもの[4][5]。